# Il mondo d'acqua
Il mondo d'acqua - Alla scoperta della vita attraverso il mare (Nachrichten aus einem unbekannten Universum. Eine Zeitreise durch die Meere) è un saggio scientifico-divulgativo pubblicato nel 2006 dallo scrittore tedesco Frank Schätzing.
Il libro è il frutto delle ricerche sulla biologia marina effettuate dall'autore per la realizzazione del suo romanzo Il quinto giorno; resosi conto di aver poi utilizzato solo una piccola parte del materiale accumulato e spronato dal suo editore, nella prefazione Schätzing spiega di aver deciso di scrivere Il mondo d'acqua perché tutto il lavoro precedente non andasse sprecato e disperso.
Argomento del saggio è l'evoluzione della vita marina attraverso le varie ere, a partire dalla nascita dei primi organismi unicellulari fino ai nostri giorni.

## Edizioni in italiano
- Frank Schätzing, Il mondo d'acqua: alla scoperta della vita attraverso il mare, traduzione di Roberta Zuppet, Nord, Milano 2007
- Frank Schätzing, Il mondo d'acqua - Alla scoperta della vita attraverso il mare, traduzione di Roberta Zuppet, Tea, 2009,  p. 552, ISBN 978-88-502-1787-8.